# 黑龙潭遗址
黑龙潭遗址，位于山东省临沂市郯城县红花乡大尚庄村马陵山西麓，是中华人民共和国山东省文物保护单位之一。
1992年6月12日，授予山东省文物保护单位，是一座古遗址。